# Philippe Martin
Philippe Martin (ur. 26 stycznia 1955 roku) – belgijski kierowca wyścigowy.

## Kariera
Martin rozpoczął karierę w międzynarodowych wyścigach samochodowych w 1980 roku od startów w World Challenge for Endurance Drivers, gdzie dwukrotnie stawał na podium, w tym raz na jego najwyższym stopniu. Z dorobkiem 28,5 punktu uplasował się na 44 pozycji w klasyfikacji generalnej. W tym samym roku zwyciężył w klasie GTP 24-godzinnego wyścigu Le Mans. W późniejszych latach Belg pojawiał się także w stawce World Championship for Drivers and Makes oraz FIA World Endurance Championship.